# Girisopam
Girisopam  (GYKI-51189, EGIS-5810) là một loại thuốc có nguồn gốc từ 2,3- benzodiazepine, liên quan đến tofisopam  và zometapine. Nó có tác dụng giải lo âu chọn lọc mà không có tác dụng an thần, chống co giật hoặc giãn cơ.